# Casegas
Casegas is een plaats (freguesia) in de Portugese gemeente Covilhã en telt 701 inwoners (2001).